# Janina Żydanowicz
Janina Żydanowicz (ur. 25 maja 1916, zm. 12 września 2007) – polska architekt i malarka, od 1956 roku członkini SARP

## Życiorys
Absolwentka Wydziału Architektury Politechniki Warszawskiej z 1950 r. Była projektantką i współprojektantką wielu obiektów użyteczności publicznej w tym między innymi Sanatorium w Dziekanowie Leśnym koło Warszawy, oraz Szpitala Kolejowego w Międzylesiu, a także autorką ich wnętrz. Wieloletni członek Komisji Funduszu Pomocy Koleżeńskiego SARP, oraz Koła Plener w ramach którego tworzyła jako malarka, akwarele wystawiane między innymi na wystawach w Zamku Królewski w Warszawie, warszawskich Łazienkach, oraz dorocznych wystawach w Pawilonie SARP przy ul Foksal 2 w Warszawie.

## Odznaczenia
- Brązowa Odznaka SARP